# Gnophos nannodes
Gnophos nannodes là một loài bướm đêm trong họ Geometridae.